# Przedmuchiwacz

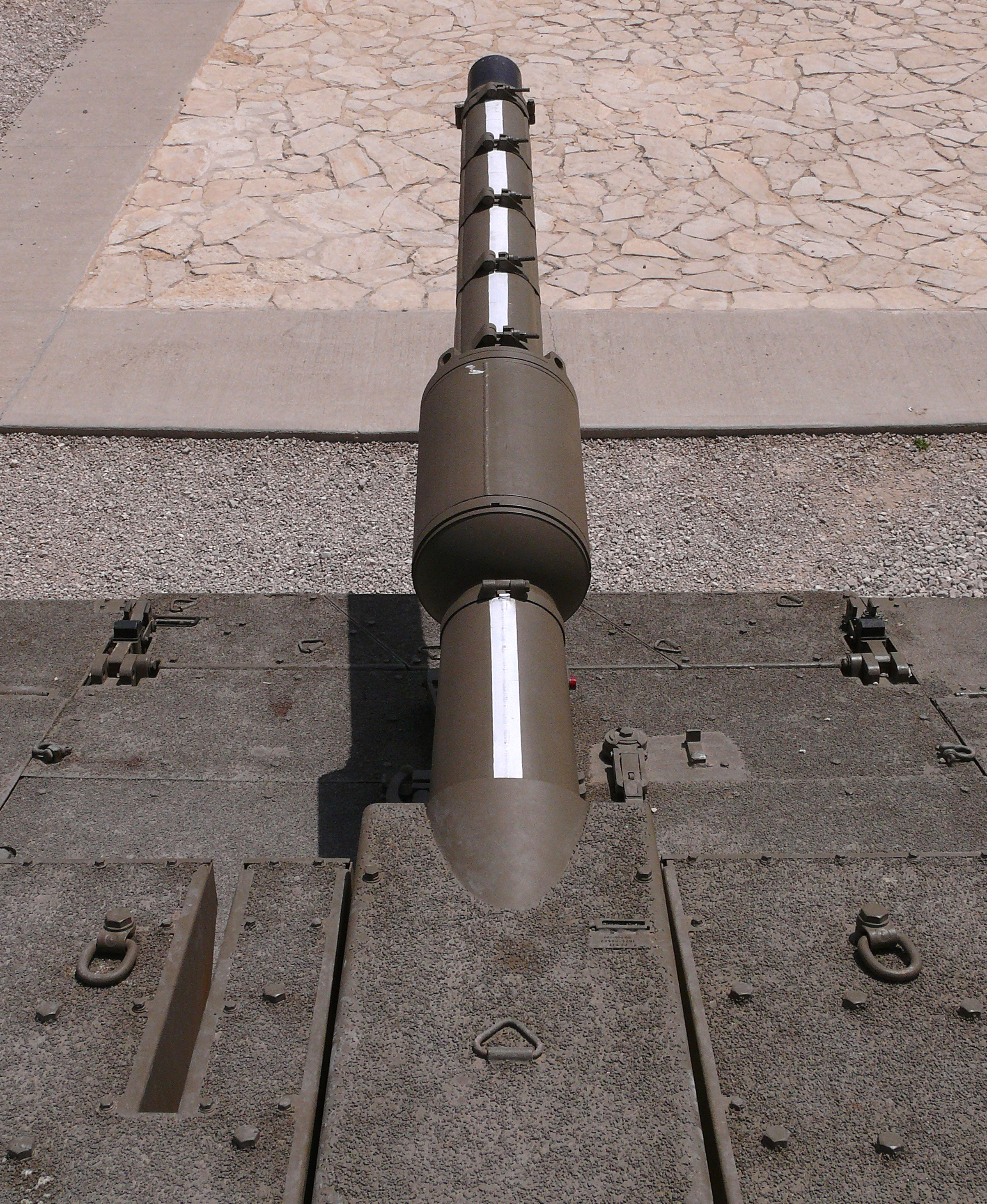
Przedmuchiwacz armaty czołgu Merkawa

Działanie przedmuchiwacza

Przedmuchiwacz (odsysacz gazów prochowych) – urządzenie gazodynamiczne stosowane w działach zainstalowanych w zamkniętych przedziałach wozów bojowych.
Przeznaczone jest do usuwania z lufy pozostałości mieszaniny gazoprochowej (przy obniżeniu jej temperatury do tego stopnia, aby podczas zetknięcia z tlenem zawartym w powietrzu nie nastąpił samozapłon). Zapobiega również przedostaniu się gazów prochowych do przedziału bojowego po otwarciu zamka oraz służy do rozpraszania dymu wypływającego z lufy po wystrzale, a zasłaniającego pole widzenia celowniczemu.
Przedmuchiwacz jest to zbiornik umieszczony na obwodzie lufy, który napełniany jest podczas strzału sprężonymi gazami prochowymi. Po wylocie pocisku rozprężają się one w kierunku wylotu lufy i wysysają pozostałości gazów prochowych, które zalegają w jej tylnej części. Gdy dno pocisku podczas strzału minie zawór napełniający, gazy prochowe pod ciśnieniem 100–200 MPa unoszą kulę i zaczynają wypełniać przestrzeń komory przepływowej. Napełnianie komory odbywa się również przez dysze, gdy pocisk minie otwory dysz. Kiedy ciśnienie wewnątrz przewodu lufy po wylocie pocisku zmniejszy się do wartości ciśnienia w komorze przelotowej (3,5–5,0 MPa) – wówczas kulka zaworu pod działaniem swojej masy opada i zawór zostaje zamknięty. Proces napełniania komory zostaje wówczas zakończony. Sprężone gazy prochowe w komorze przelotowej w miarę obniżania się ciśnienia w lufie wypływają przez dysze do wnętrza jej przewodu w postaci strug, których prędkość dochodzi do 500 m/s. Strugi tworzą za sobą rozrzedzoną przestrzeń w kształcie stożka, zasysając na zasadzie eżekcji (ejekcji) pozostałości mieszaniny gazoprochowej znajdujące się w łusce i w tylnej części lufy. Skuteczność przedmuchiwania jest największa, jeżeli przy wylocie z lufy rozkład prędkości gazów prochowych wewnątrz lufy będzie równomierny. Zachodzi to wtedy, gdy odległość dysz od wylotu lufy wynosi od 6 do 10 kalibrów.
Zastosowanie przedmuchiwaczy eżektorowych umożliwiło 4–5 krotne zmniejszenie zadymienia przedziału bojowego w porównaniu z działami, które nie posiadają przedmuchiwaczy. Po raz pierwszy zastosowano je w 100 i 105 mm armatach czołgowych wchodzących do uzbrojenia w latach 50., np. 100 mm armaty czołgowe D10TG, D10T2S oraz 105 mm armaty czołgowe L7A1, L7A2, L7A3 angielskiej firmy Vickers.